# Strup

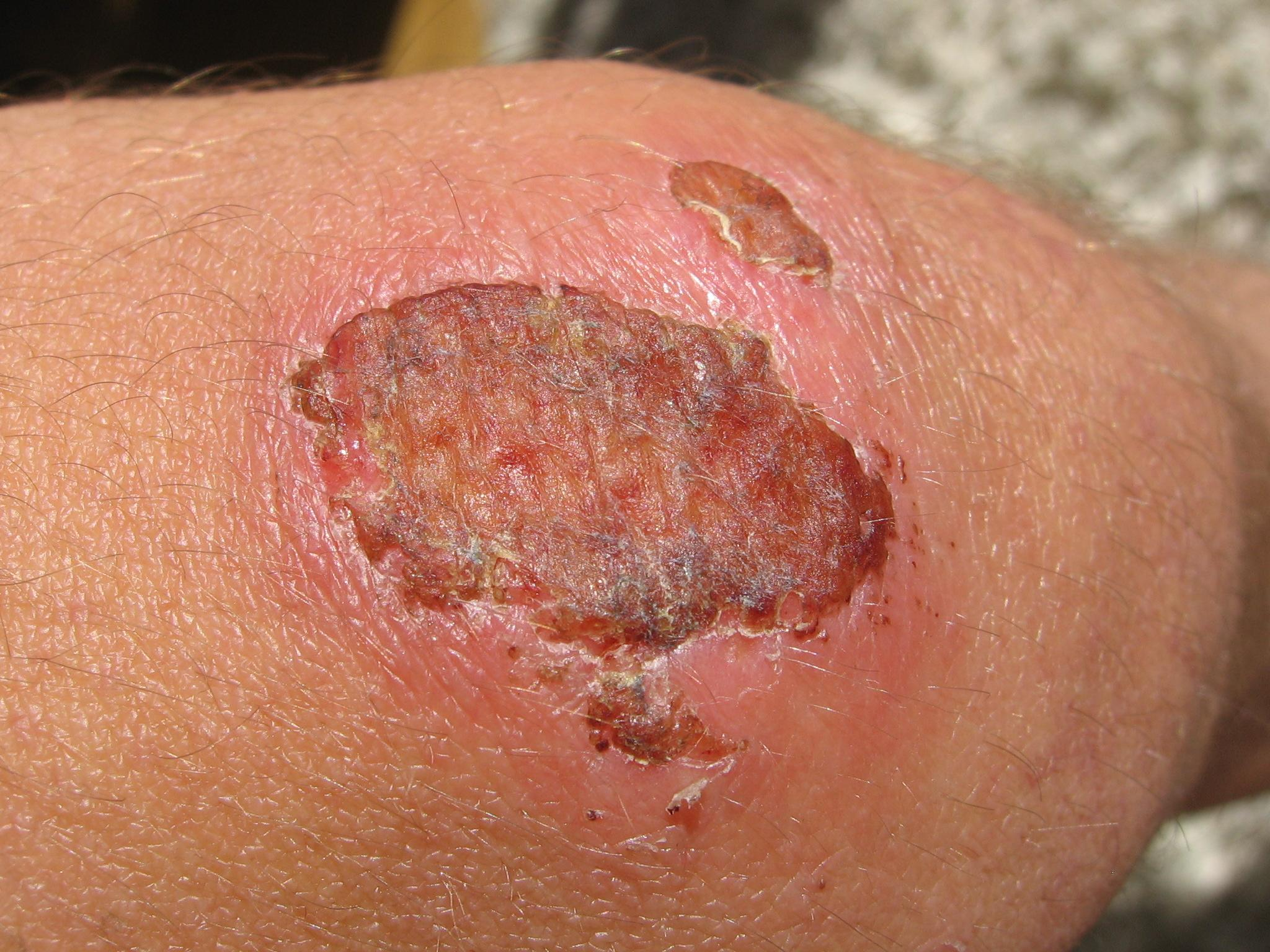
Strup na kolanie

Strup (łac. crusta) – w dermatologii, wykwit powstały wskutek zasychania  płynu wysiękowego, treści ropnej lub krwi  na powierzchni pęcherzyków i pęcherzy, owrzodzeń bądź nadżerek, albo ran.
Pod warstwą strupów zachodzi proces gojenia – im proces gojenia jest bardziej zaawansowany, tym przyleganie strupa do podstawy jest luźniejsze. Po odpadnięciu strupa pozostaje czasowe przebarwienie, lub jeśli pod powierzchnią strupa było owrzodzenie – pozostaje blizna.